# Спортивная гимнастика на Играх доброй воли 1986
Соревнования по спортивной гимнастике в рамках Игр доброй воли 1986 года прошли в Москве с 13 по 17 июля в спорткомплексе «Олимпийский».

## Медалисты

### Мужчины
| Дисциплина         | Золото                                          | Серебро                                        | Бронза                                 |
| ------------------ | ----------------------------------------------- | ---------------------------------------------- | -------------------------------------- |
| Командный зачёт    | СССР                                            | ГДР                                            | Китай                                  |
| Многоборье         | Юрий Королёв · СССР                             | Валентин Могильный · СССР                      | Владимир Артёмов · СССР                |
| Вольные упражнения | Юрий Королёв · СССР                             | Валентин Могильный · СССР · Ли Чуньянг · Китай | не присуждалась                        |
| Конь               | Валентин Могильный · СССР                       | Юрий Королёв · СССР                            | Мариан Ризан · Румыния                 |
| Кольца             | Валентин Могильный · СССР · Юрий Королёв · СССР | не присуждалась                                | Свен Типпельт · ГДР                    |
| Опорный прыжок     | Валерий Люкин · СССР                            | Мариан Стойчан · Румыния                       | Фан Мин · Китай · Сильвио Кролль · ГДР |
| Брусья             | Валентин Могильный · СССР · Ли Чол-Хон · КНДР   | не присуждалась                                | Свен Типпельт · ГДР                    |
| Перекладина        | Юрий Королёв · СССР                             | Ванг Чонгшенг · Китай · Боркай Золт · Венгрия  | не присуждалась                        |

### Женщины
| Дисциплина           | Золото                  | Серебро                  | Бронза                   |
| -------------------- | ----------------------- | ------------------------ | ------------------------ |
| Командный зачёт      | СССР                    | Болгария                 | Китай                    |
| Многоборье           | Вера Колесникова · СССР | Елена Шушунова · СССР    | Оксана Омельянчик · СССР |
| Вольные упражнения   | Елена Шушунова · СССР   | Оксана Омельянчик · СССР | Мирела Сидион · Румыния  |
| Упражнения на бревне | Вера Колесникова · СССР | Елена Шушунова · СССР    | Диана Дудева · Болгария  |
| Опорный прыжок       | Елена Шушунова · СССР   | Елена Шевченко · СССР    | Джойси Уилбор · США      |
| Брусья               | Елена Шушунова · СССР   | Вера Колесникова · СССР  | Чой Мил-Хянг · КНДР      |